# Metacolpodes
Metacolpodes is een geslacht van kevers uit de familie van de loopkevers (Carabidae). De wetenschappelijke naam van het geslacht is voor het eerst geldig gepubliceerd in 1948 door Jeannel.

## Soorten
Het geslacht Metacolpodes omvat de volgende soorten:
- Metacolpodes amoenulus (Jedlicka, 1934)
- Metacolpodes buchanani Hope, 1831
- Metacolpodes buxtoni (Andrewes, 1927)
- Metacolpodes cyaneus (Perroud, 1864)
- Metacolpodes deliasianum Morvan, 1999
- Metacolpodes fryi (Bates, 1889)
- Metacolpodes godavaricus Kirschenhofer, 1992
- Metacolpodes grandis (Landin, 1955)
- Metacolpodes hardwickii Hope, 1831
- Metacolpodes hopkinsi (Andrewes, 1927)
- Metacolpodes incertus (Chaudoir, 1879)
- Metacolpodes janakpurensis Kirschenhofer, 1992
- Metacolpodes janelloides (Louwerens, 1953)
- Metacolpodes janellus (Bates, 1892)
- Metacolpodes laetus (Erichson, 1834)
- Metacolpodes landrungensis Kirschenhofer, 1992
- Metacolpodes laticeps (Emden, 1936)
- Metacolpodes limodromoides (Bates, 1883)
- Metacolpodes monticola (Fairmaire, 1849)
- Metacolpodes nilgherriensis (Chaudoir, 1878)
- Metacolpodes olivius Bates, 1873
- Metacolpodes parallelus (Chaudoir, 1859)
- Metacolpodes planithorax (Louwerens, 1953)
- Metacolpodes rambouseki Jedlicka, 1934
- Metacolpodes rotundatus (Chaudoir, 1878)
- Metacolpodes rotundicollis (Landin, 1955)
- Metacolpodes superlita Bates, 1888
- Metacolpodes tetraglochis Andrewes, 1929
- Metacolpodes truncatellus (Fairmaire, 1881)